# Susan Laird
Susanne E. „Susan” Laird (ur. 18 lipca 1908 w Homestead, zm. 7 listopada 1933 w Pittsburghu) – amerykańska pływaczka.
W 1926 została mistrzynią kraju na 100 jardów. W 1928 wystartowała na igrzyskach olimpijskich, na których wzięła udział w zawodach na 100 m stylem dowolnym oraz w sztafecie 4 × 100 m tym samym stylem. W zawodach indywidualnych zajęła 5. miejsce z czasem finałowym 1:14,6 s. Wcześniej była druga w swoim wyścigu eliminacyjnym z czasem 1:14,2 s i półfinałowym z czasem 1:13,8 s. Sztafeta 4 × 100 m bez Laird w składzie zdobyła złoty medal, ustanawiając czasem 4:47,6 s rekord świata. Wcześniej Amerykanki wygrały swój wyścig eliminacyjny z czasem 4:55,6 s, również pobijając rekord świata. Po igrzyskach ukończyła Temple University i pracowała w Homestead High School jako nauczyciel wychowania fizycznego. Zmarła 7 listopada 1933 w Mercy Hospital w Pittsburghu po ośmiotygodniowej chorobie. Pochowana została cztery dni później w Homestead. Reprezentowała klub Carnegie Library Athletic Club Homestead.